# Улица Др Ивана Рибара
Улица Др Ивана Рибара се налази на Новом Београду, у насељу Др Иван Рибар.
Почетак улице (зграда број 1) налази се на Бежанијској коси, код Грчке улице, у непосредној близини Новог бежанијског гробља. Даље се улица прекида, па се опет протеже од Војвођанске улице на Бежанији до аутобуске и трамвајске окретнице у блоку 45. 
Дужина улице износи 1.450 m. 
Улица је добила назив по Др Ивану Рибару, председнику АВНОЈ-а.